# Rudolf Leubuscher

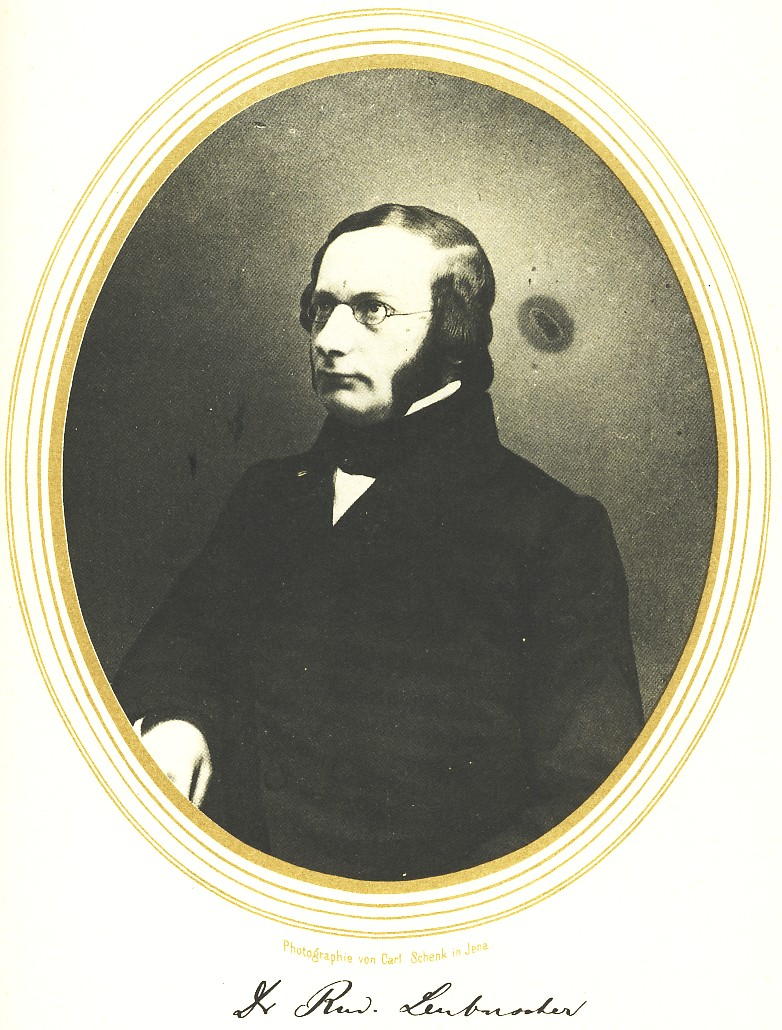
Rudolf Leubuscher auf einer Fotografie von Carl Schenk um 1858

Rudolf Leubuscher (* 12. Dezember 1821 in Breslau; † 23. Oktober 1861 in Berlin) war ein deutscher Mediziner, Internist, Pathologe und Psychiater.

## Leben
Sein Vater August Leubuscher war Kaufmann. Leubuscher besuchte in Breslau das Maria-Magdalenen-Gymnasium, das er 1840 – zusammen mit dem späteren Botaniker Ferdinand Cohn – mit dem Abitur verließ. Anschließend begann er in Berlin das Studium der Medizin. Einer seiner Lehrer war Moritz Heinrich Romberg, der Begründer der Neurologie. Bereits 1844 promovierte Leubuscher und 1845 absolvierte er das Staatsexamen.
Als Assistenzarzt arbeitete er dann unter Heinrich Philipp August Damerow an der neu errichteten Provinzialirrenanstalt Nietleben in Halle (Saale). Im Jahr 1847 kam er zurück nach Berlin. Er arbeitete in der Charité und war als Leiter eines Choleralazaretts tätig. Daneben widmete er sich, zusammen mit seinem Studienfreund Rudolf Virchow – mit dem er die Wochenschrift 'Die medicinische Reform' herausgab – und mit Benno Reinhardt der pathologischen Anatomie. 1848 habilitierte sich Leubuscher als dritter jüdischer Privatdozent an der Berliner Universität. Im selben Jahr nahm Leubuscher den christlichen Glauben an.
Noch nicht 40 Jahre alt, starb er 1861 in Berlin an einem Leberleiden. Beigesetzt wurde er auf dem Friedhof II der Jerusalems- und Neuen Kirche vor dem Halleschen Tor. Auch seine Enkelin Charlotte Leubuscher (1888–1961) fand ein Jahrhundert nach ihm hier ihre letzte Ruhestätte. Beide Gräber sind erhalten.

## Leistungen
Im Oktober 1848 habilitierte sich Leubuscher an der Friedrich-Wilhelms-Universität zu Berlin. Themen seiner ersten Vorlesungen waren psychische Epidemien und empirische Psychologie. Wie Virchow stand auch Leubuscher im Jahr der gescheiterten Märzrevolution 1848 auf der Seite der Linksliberalen. Sie strebten zusammen mit anderen eine Medizinalreform an. Mit der von ihnen gemeinsam herausgegebenen Wochenzeitschrift Die medicinische Reform kämpften Virchow und Leubuscher von Juli 1848 an ein Jahr lang für ihre Ideale, vor allem auch für den Einheitsstand der Ärzte.
In Berlin beherbergte das sogenannte Arbeitshaus auch die Geisteskranken der Stadt. Hier wurde Leubuscher im Jahre 1850 Oberarzt. Sein Kampf für bessere Verhältnisse an dieser Anstalt fand nicht den gewünschten Erfolg. Und so übernahm er 1855 den Posten des Direktors der medizinischen Klinik in Jena. Er erhielt den Titel eines großherzoglich sächsischen Hof- und Medizinalrats. Dennoch nahm Leubuscher wieder Abschied von Jena und kehrte nach Berlin zurück. Er praktizierte als Arzt, wurde außerordentlicher Professor, lehrte an der Universität und wurde Mitglied der Kommission für das medizinische Staatsexamen. 
Leubuscher war nicht nur ein hervorragender Wissenschaftler, er war auch ein guter Lehrmeister und Vortragskünstler. Das Werk De la Folie des französischen Psychiaters Juste Louis Calmeil übersetzte und bearbeitete er unter dem Titel Der Wahnsinn in den vier letzten Jahrhunderten (Halle: Schwetschke, 1848). Leubuscher zählte in seinem Artikel Über Abulie 1847 zahlreiche Störungen des Willens auf. Unter Abulie verstand er wie auch Johann Christian August Heinroth Willenlosigkeit. Im Jahr 1858 wurde er zum Mitglied der Leopoldina gewählt. Er war Mitglied der Gesellschaft Deutscher Naturforscher und Ärzte.

## Veröffentlichungen
- R. Leubuscher: Über Abulie. In: Zeitschr. für Psychiat. 4, 1847, S. 562–578
- R. Virchow u. R. Leubuscher, Die medicinische Reform. Wochenschrift, erschienen vom 10. Juli 1848 bis 29. Juni 1849, Berlin 1848–1849
- R. Leubuscher: Über die Wehrwölfe und Thierverwandlungen im Mittelalter. Ein Beitrag zur Geschichte der Psychologie, Berlin 1850
- R. Leubuscher: Über die Entstehung der Sinnestäuschung. Ein Beitrag zur Anthropologie, Berlin 1852
- R. Leubuscher (Hrsg.): Benno Reinhardt’s pathologisch-anatomische Untersuchungen, Berlin 1852
- R. Leubuscher: Die Pathologie und Therapie der Gehirnkrankheiten, Berlin 1854
- R. Leubuscher: Die Krankheiten des Nervensystems, Leipzig 1860